# 283
283是282與284之間的自然數。

## 在數學中
- 第61個質數。前一個為281、下一個為293。
  - 第19對孿生質數，為（281、 283）。
  - 幸運質數
  - 非正規質數
  - 高斯質數之一。
- 十进制的等數位數。
- 幸運數
- {\displaystyle 6\times 283\pm 1}是孿生質數

## 在人類文化中
- 川普大樓高283公尺，於1930年落成，當時是世界上最高的建築
- 長江集團中心的屋頂高度為283公尺
- 今井翼的暱稱為283（日文TSUBASA的諧音）
- 是美國83號州際公路的補助線

## 在交通工具中
- JR北海道Kiha 283系柴油動車組擁有日本所有營運中擺式列車最大的傾斜角度（6度）
- 福克F100至1997年停產時，共有283架出廠
- F9C戰鬥機的最大速度為283km/h
- H-2A運載火箭的比沖為283 秒

## 在科學中
- 硫酸的熔點為283K

## 在天文中
- NGC 283 是鯨魚座的一個星系
- 《步天歌》中記載有星官283個

## 在其他領域中
- 阿薩巴斯卡湖長283公里、寬50公里，為薩克其萬省與亞伯達省境內的最大與最深的湖泊
- 西元283年和前283年
- 三色堇紫的HSV為（283°, 100%, 63%）